# Cupido misenes
Cupido misenes är en fjärilsart som beskrevs av Pieter Cramer 1779. Cupido misenes ingår i släktet Cupido och familjen juvelvingar. Inga underarter finns listade i Catalogue of Life.

## Bildgalleri

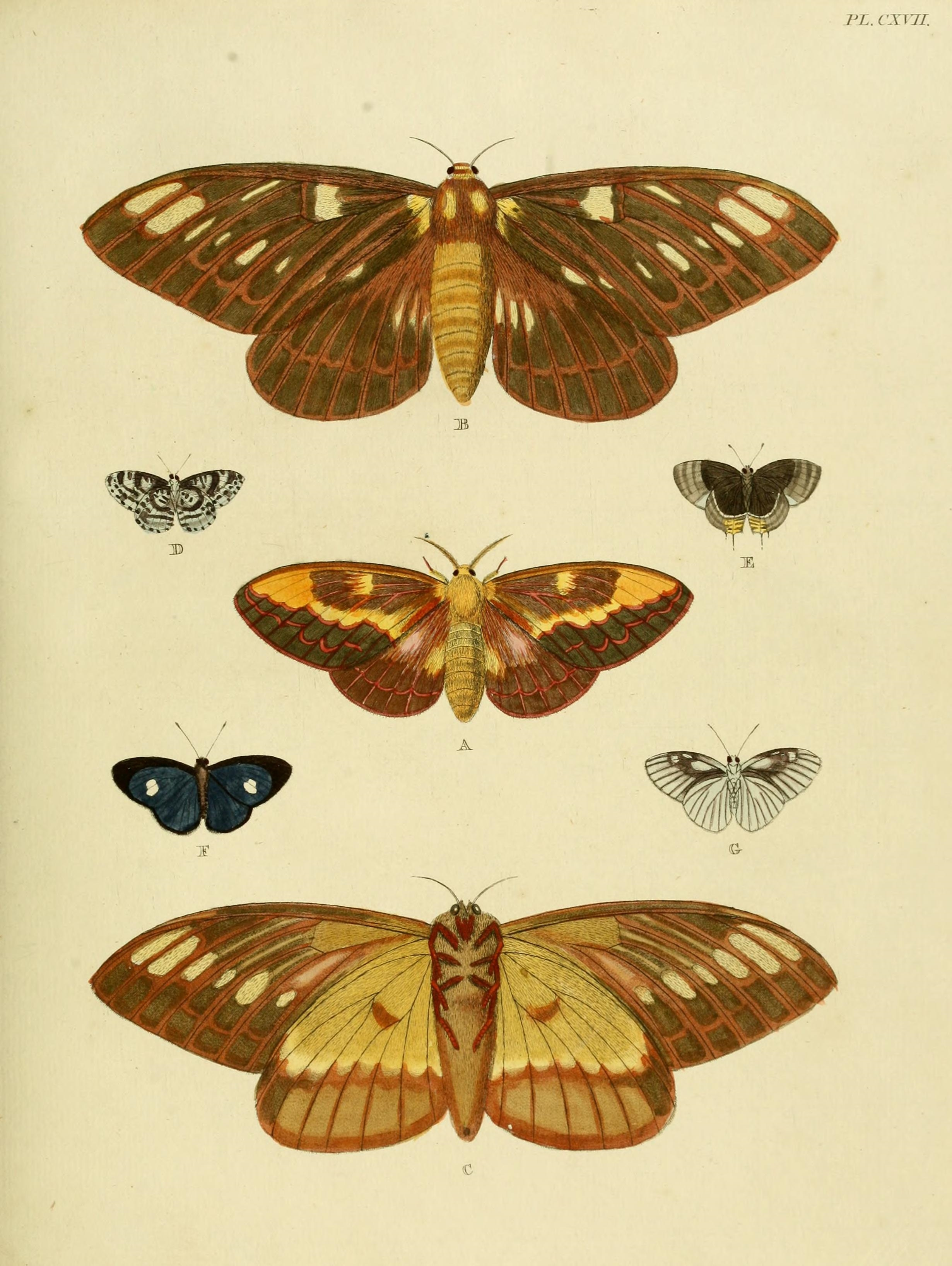